# Novy Beltir
Novy Beltir (en altaï méridional : Јаҥы Белтир, Ĵañı Beltir, en russe : Новый Бельтир, littéralement dans les deux cas « Nouveau Beltir ») est un village du raïon de Koch-Agatch dans la république de l'Altaï en Russie. Il fait partie de l'établissement rural de Beltir avec le village de Beltir. Sa population s'élevait à 1 289 habitants au recensement de 2021.

## Géographie
Le village de Novy Beltir se situe dans la république de l'Altaï, une république de Sibérie méridionale, en Russie. Il fait partie du district fédéral sibérien, et le village se trouve à 291 km au sud-est de Gorno-Altaïsk, la capitale de la république et à 680 km au sud-est de Novossibirsk, la capitale du district. Le village fait partie du raïon de Koch-Agatch, le plus méridional des raïons de la république, qui compte 16, localités avec Koch-Agatch comme centre administratif, à 8 km au nord.
Novy Beltir, comme toute la république de l'Altaï, est située dans le fuseau horaire MSK+4 (heure de Krasnoïarsk). Le décalage horaire appliqué par rapport au temps universel coordonné est +07:00.

## Histoire
Le village a été construit en 2003 après un tremblement de terre dévastateur d'une magnitude de 7,3 dans la république de l'Altaï, les maisons du village de Beltir ayant été presque entièrement endommagées. Un membre du Conseil de la Fédération de la république, Ralif Safin, a participé à sa restauration. Il y a une nouvelle école et un internat dans le village, il y a un jardin d'enfants, une Maison de la Culture et une clinique externe rurale. Des fonds ont été alloués sur le budget fédéral pour la construction d'un nouveau centre culturel rural pour 150 personnes.

## Démographie
Recensements (*) et estimations de la population,,:
| 2010* | 2012  | 2013  | 2014  |
| ----- | ----- | ----- | ----- |
| 904   | 1 021 | 1 099 | 1 195 |

| 2015  | 2016  | 2021* | - |
| ----- | ----- | ----- | - |
| 1 213 | 1 248 | 1 289 | - |